# Xilousuchus
 (juin 2025).
La mise en forme du texte ne suit pas les recommandations de Wikipédia : il faut le « wikifier ».
Les points d'amélioration suivants sont les cas les plus fréquents. Le détail des points à revoir est peut-être précisé sur la page de discussion.
- Les titres sont pré-formatés par le logiciel. Ils ne sont ni en capitales, ni en gras.
- Le texte ne doit pas être écrit en capitales (les noms de famille non plus), ni en gras, ni en italique, ni en « petit »…
- Le gras n'est utilisé que pour surligner le titre de l'article dans l'introduction, une seule fois.
- L'italique est rarement utilisé : mots en langue étrangère, titres d'œuvres, noms de bateaux, etc.
- Les citations ne sont pas en italique mais en corps de texte normal. Elles sont entourées par des guillemets français : « et ».
- Les listes à puces sont à éviter, des paragraphes rédigés étant largement préférés. Les tableaux sont à réserver à la présentation de données structurées (résultats, etc.).
- Les appels de note de bas de page (petits chiffres en exposant, introduits par l'outil «  Source ») sont à placer entre la fin de phrase et le point final[comme ça].
- Les liens internes (vers d'autres articles de Wikipédia) sont à choisir avec parcimonie. Créez des liens vers des articles approfondissant le sujet. Les termes génériques sans rapport avec le sujet sont à éviter, ainsi que les répétitions de liens vers un même terme.
- Les liens externes sont à placer uniquement dans une section « Liens externes », à la fin de l'article. Ces liens sont à choisir avec parcimonie suivant les règles définies. Si un lien sert de source à l'article, son insertion dans le texte est à faire par les notes de bas de page.
- La présentation des références doit suivre les conventions bibliographiques. Il est recommandé d'utiliser les modèles {{Ouvrage}}, {{Chapitre}}, {{Article}}, {{Lien web}} et/ou {{Bibliographie}}. Le mode d'édition visuel peut mettre en forme automatiquement les références.
- Insérer une infobox (cadre d'informations à droite) n'est pas obligatoire pour parachever la mise en page.

Pour une aide détaillée, merci de consulter Aide:Wikification.
Si vous pensez que ces points ont été résolus, vous pouvez retirer ce bandeau et améliorer la mise en forme d'un autre article.
Genre
Espèce
Xilousuchus est un genre de Poposauroïdes (un groupe de diapsides pseudosuchiens), ayant vécu durant le Trias inférieur (Olénékien), il y a environ 251 à 247 millions d'années.
Ses fossiles ont été découverts dans le xian de Fugu, situé au nord-est de la province du Shanxi (Chine).
Xilousuchus est l’un des plus anciens archosaures connus à ce jour, ce qui en fait un taxon crucial pour l’étude de l’origine et de l’évolution précoce des archosaures,,.

## Découverte et dénomination
Xilousuchus est connu par l'holotype IVPP V 6026, un squelette partiel unique bien préservé comprenant le crâne. Il fut découvert dans la Formation de Heshanggou du Bassin d'Ordos, commune de Hazhen. Il fut décrit pour la première fois par Xiao-Chun Wu en 1981 et l'espèce type est Xilousuchus sapingensis. Wu (1981) rattacha Xilousuchus aux Proterosuchiens (en). Gower et Sennikov (1996) déterminèrent qu'il s'agissait d'un Erythrosuchidae basé strictement sur la boîte crânienne. Une redescription plus détaillée du genre fut fournie par Nesbitt (en) et al. (2010) qui trouvèrent des affinités avec les poposauroidés. Dans sa révision massive des archosauriens incluant une vaste analyse cladistique, Sterling J. Nesbitt (2011) établit que Xilousuchus était un poposauroidé étroitement apparenté à Arizonasaurus. Xilousuchus est l'archosaurien le plus ancien à ce jour, bien que Ctenosauriscus et Vytshegdosuchus (en) puissent être encore plus anciens de moins d'un million d'années. Étant donné que Xilousuchus est un archosaurien suchien, son âge ancien suggère que la plupart des grands groupes d'archosauriens (ornithodires, ornithosuchidés, aétosaures et paracrocodylomorphes (en)) se développèrent au Trias inférieur, peu après l'apparition du premier archosaurien,.

## Description morphologique
Xilousuchus était probablement un animal de grande taille de son vivant, mesurant possiblement entre trois et quatre mètres de long. Il possédait une petite tête et une voile le long du cou et du dos. Il avait probablement des pattes longues et assez puissantes, et aurait été un chasseur actif. Seuls le crâne partiel, les vertèbres cervicales et quelques autres fragments sont préservés.

### Crâne
Xilousuchus possède une tête relativement petite et un cou long, avec une longueur de crâne d'environ 25 cm et un cou de 45 cm. Le crâne est fragmentaire, mais une grande partie du museau et du maxillaire sont présents. Une seule dent maxillaire a été fossilisée. Le maxillaire présente un processus palatin partiellement développé, et l'angle du processus dorsal indique que Xilousuchus possédait une grande fenêtre antéorbitaire. La seule dent maxillaire préservée est grande, mesurant près de 15 mm de long, et dans d'autres alvéoles dentaires où les dents sont manquantes, des dents de remplacement sont parfois visibles, indiquant qu'il était polyphyodonte. La dent présente de petites dentelures, est courbée vers l'arrière et comprimée latéralement, indiquant qu'elle pouvait perforer la chair ou possiblement découper des morceaux. Les os lacrymal et nasal sont grands mais assez fins et fragiles. Le crâne possède une boîte crânienne raisonnablement bien préservée avec des parois épaisses et un petit volume, ce qui montre que le cerveau n'était pas volumineux. Elle ressemble étroitement à celle d'Arizonasaurus, indiquant que les deux espèces sont des parents proches. L'os dentaire est partiellement préservé des côtés gauche et droit, et aurait porté treize dents de chaque côté, bien que seuls les foramens nourriciers subsistent. Comme celui de la plupart des archosauriens du Trias, le dentaire n'est pas spécialisé.

### Squelette postcrânien
Les vertèbres cervicales possèdent de grandes épines neurales aplaties qui constituent la majeure partie de leur hauteur et auraient formé une structure en forme de voile de leur vivant, similaire à celle d'autres cténosauriscidés. De manière inhabituelle, cependant, elles se courbent légèrement vers l'avant. Il y a peu d'espace entre les épines neurales, indiquant que Xilousuchus n'aurait probablement pas eu un cou très flexible. Les épines augmentent graduellement en hauteur vers l'arrière - celle de la vertèbre axis mesure 42 mm de haut, tandis que celle de la dixième vertèbre cervicale mesure 92 mm de haut. La hauteur de la voile le long du dos n'est pas connue, car aucune des vertèbres dorsales n'a été préservée, mais elle était probablement similaire à celle d'Arizonasaurus ou d'Hypselorhachis (en).
Une vertèbre sacrée est présente, et elle montre une suture claire où elle était jointe aux côtes sacrées et au bassin. L'orientation de la côte sacrée suggère que l'ilium était orienté vers le bas, bien que cela ne soit pas certain. Deux vertèbres caudales sont également présentes, et celles-ci sont mal préservées avec des épines neurales manquantes, mais montrent des facettes où des chevrons auraient été attachés. Les extrémités proximales de deux côtes cervicales ont également été fossilisées, et celles-ci ont deux têtes - un tuberculum et un capitulum. Elles sont élancées, contrairement à celles des phytosaures et des crocodylomorphes. Une clavicule et un ungual sont également connus, mais on ne sait pas d'où provient l'ungual. Ils ont peu de caractéristiques distinctives et ressemblent très étroitement à ceux d'autres cténosauriscidés.

## Phylogénie
Cladogramme d'après Nesbitt, 2010 : 
|  | Arizonasaurus |
|  |               |
|  | Xilousuchus   |
|  |               |

|  | Poposaurus |
|  |            |

|  | Sillosuchus                                             |
|  |                                                         |
|  | \| \| Effigia \| \| \| \| \| \| Shuvosaurus \| \| \| \| |
|  |                                                         |
|  | Effigia                                                 |
|  |                                                         |
|  | Shuvosaurus                                             |
|  |                                                         |

|  | Effigia     |
|  |             |
|  | Shuvosaurus |
|  |             |

|  | Sillosuchus                                             |
|  |                                                         |
|  | \| \| Effigia \| \| \| \| \| \| Shuvosaurus \| \| \| \| |
|  |                                                         |
|  | Effigia                                                 |
|  |                                                         |
|  | Shuvosaurus                                             |
|  |                                                         |

|  | Effigia     |
|  |             |
|  | Shuvosaurus |
|  |             |

|  | Poposaurus |
|  |            |

|  | Sillosuchus                                             |
|  |                                                         |
|  | \| \| Effigia \| \| \| \| \| \| Shuvosaurus \| \| \| \| |
|  |                                                         |
|  | Effigia                                                 |
|  |                                                         |
|  | Shuvosaurus                                             |
|  |                                                         |

|  | Effigia     |
|  |             |
|  | Shuvosaurus |
|  |             |

|  | Sillosuchus                                             |
|  |                                                         |
|  | \| \| Effigia \| \| \| \| \| \| Shuvosaurus \| \| \| \| |
|  |                                                         |
|  | Effigia                                                 |
|  |                                                         |
|  | Shuvosaurus                                             |
|  |                                                         |

|  | Effigia     |
|  |             |
|  | Shuvosaurus |
|  |             |

|  | Arizonasaurus |
|  |               |
|  | Xilousuchus   |
|  |               |

|  | Poposaurus |
|  |            |

|  | Sillosuchus                                             |
|  |                                                         |
|  | \| \| Effigia \| \| \| \| \| \| Shuvosaurus \| \| \| \| |
|  |                                                         |
|  | Effigia                                                 |
|  |                                                         |
|  | Shuvosaurus                                             |
|  |                                                         |

|  | Effigia     |
|  |             |
|  | Shuvosaurus |
|  |             |

|  | Sillosuchus                                             |
|  |                                                         |
|  | \| \| Effigia \| \| \| \| \| \| Shuvosaurus \| \| \| \| |
|  |                                                         |
|  | Effigia                                                 |
|  |                                                         |
|  | Shuvosaurus                                             |
|  |                                                         |

|  | Effigia     |
|  |             |
|  | Shuvosaurus |
|  |             |

|  | Poposaurus |
|  |            |

|  | Sillosuchus                                             |
|  |                                                         |
|  | \| \| Effigia \| \| \| \| \| \| Shuvosaurus \| \| \| \| |
|  |                                                         |
|  | Effigia                                                 |
|  |                                                         |
|  | Shuvosaurus                                             |
|  |                                                         |

|  | Effigia     |
|  |             |
|  | Shuvosaurus |
|  |             |

|  | Sillosuchus                                             |
|  |                                                         |
|  | \| \| Effigia \| \| \| \| \| \| Shuvosaurus \| \| \| \| |
|  |                                                         |
|  | Effigia                                                 |
|  |                                                         |
|  | Shuvosaurus                                             |
|  |                                                         |

|  | Effigia     |
|  |             |
|  | Shuvosaurus |
|  |             |

|  | Arizonasaurus |
|  |               |
|  | Xilousuchus   |
|  |               |

|  | Poposaurus |
|  |            |

|  | Sillosuchus                                             |
|  |                                                         |
|  | \| \| Effigia \| \| \| \| \| \| Shuvosaurus \| \| \| \| |
|  |                                                         |
|  | Effigia                                                 |
|  |                                                         |
|  | Shuvosaurus                                             |
|  |                                                         |

|  | Effigia     |
|  |             |
|  | Shuvosaurus |
|  |             |

|  | Sillosuchus                                             |
|  |                                                         |
|  | \| \| Effigia \| \| \| \| \| \| Shuvosaurus \| \| \| \| |
|  |                                                         |
|  | Effigia                                                 |
|  |                                                         |
|  | Shuvosaurus                                             |
|  |                                                         |

|  | Effigia     |
|  |             |
|  | Shuvosaurus |
|  |             |

|  | Poposaurus |
|  |            |

|  | Sillosuchus                                             |
|  |                                                         |
|  | \| \| Effigia \| \| \| \| \| \| Shuvosaurus \| \| \| \| |
|  |                                                         |
|  | Effigia                                                 |
|  |                                                         |
|  | Shuvosaurus                                             |
|  |                                                         |

|  | Effigia     |
|  |             |
|  | Shuvosaurus |
|  |             |

|  | Sillosuchus                                             |
|  |                                                         |
|  | \| \| Effigia \| \| \| \| \| \| Shuvosaurus \| \| \| \| |
|  |                                                         |
|  | Effigia                                                 |
|  |                                                         |
|  | Shuvosaurus                                             |
|  |                                                         |

|  | Effigia     |
|  |             |
|  | Shuvosaurus |
|  |             |

|  | Arizonasaurus |
|  |               |
|  | Xilousuchus   |
|  |               |

|  | Poposaurus |
|  |            |

|  | Sillosuchus                                             |
|  |                                                         |
|  | \| \| Effigia \| \| \| \| \| \| Shuvosaurus \| \| \| \| |
|  |                                                         |
|  | Effigia                                                 |
|  |                                                         |
|  | Shuvosaurus                                             |
|  |                                                         |

|  | Effigia     |
|  |             |
|  | Shuvosaurus |
|  |             |

|  | Sillosuchus                                             |
|  |                                                         |
|  | \| \| Effigia \| \| \| \| \| \| Shuvosaurus \| \| \| \| |
|  |                                                         |
|  | Effigia                                                 |
|  |                                                         |
|  | Shuvosaurus                                             |
|  |                                                         |

|  | Effigia     |
|  |             |
|  | Shuvosaurus |
|  |             |

|  | Poposaurus |
|  |            |

|  | Sillosuchus                                             |
|  |                                                         |
|  | \| \| Effigia \| \| \| \| \| \| Shuvosaurus \| \| \| \| |
|  |                                                         |
|  | Effigia                                                 |
|  |                                                         |
|  | Shuvosaurus                                             |
|  |                                                         |

|  | Effigia     |
|  |             |
|  | Shuvosaurus |
|  |             |

|  | Sillosuchus                                             |
|  |                                                         |
|  | \| \| Effigia \| \| \| \| \| \| Shuvosaurus \| \| \| \| |
|  |                                                         |
|  | Effigia                                                 |
|  |                                                         |
|  | Shuvosaurus                                             |
|  |                                                         |

|  | Effigia     |
|  |             |
|  | Shuvosaurus |
|  |             |